# James "Sawyer" Ford
James "Sawyer" Ford är en fiktiv person i TV-serien Lost, spelad av skådespelaren Josh Holloway.
Sawyer är en bråkstake som helst håller sig för sig själv och kommer från trasiga hemförhållanden. Hans far sköt både hans mor och sig själv efter att modern utsatts för en sol-och-vårare när Sawyer bara var åtta år. Sedan dess ruvar Sawyer på hämnd gentemot mannen som lurade hans mamma och han bär på ett brev till mannen som han skrev som åttaåring.
När han vid 19 års ålder hamnade i skuld till några busar tog han den mannens namn och identitet för att gå under jorden. Sedan dess har han själv levt på att lura av folk pengar genom att förföra kvinnor som sedan får sina makar att investera pengar i hans affärer.
Sawyer sol- och vårade en gång en kvinna vid namn Cassidy Phillips men det som inte gick enligt planerna var att hon blev gravid med Sawyers barn. Med Cassidy har Sawyer dottern Clementine, en flicka Cassidy kom till fängelset där Sawyer satt för att berätta för honom om men som han inte ville ha någon vidare kontakt med.
Sawyer satt i fängelset där Cassidy hälsade på honom för att hon anmält honom för stöld och bedrägeri sedan han lurat av henne pengar, men vad Sawyer inte vet är att det var Kate som uppmuntrade Cassidy till att anmäla. Varken Sawyer eller Kate visste vid tiden för haveriet att de båda är kopplade till varandra genom Cassidy.
Sawyer var i Australien för att döda mannen som lurat hans mor, efter ett tips. Och han dödar också den utpekade mannen, men det visar sig vara fel man. Förstörd är han på väg hem med planet som havererar.